# Oli de llinosa

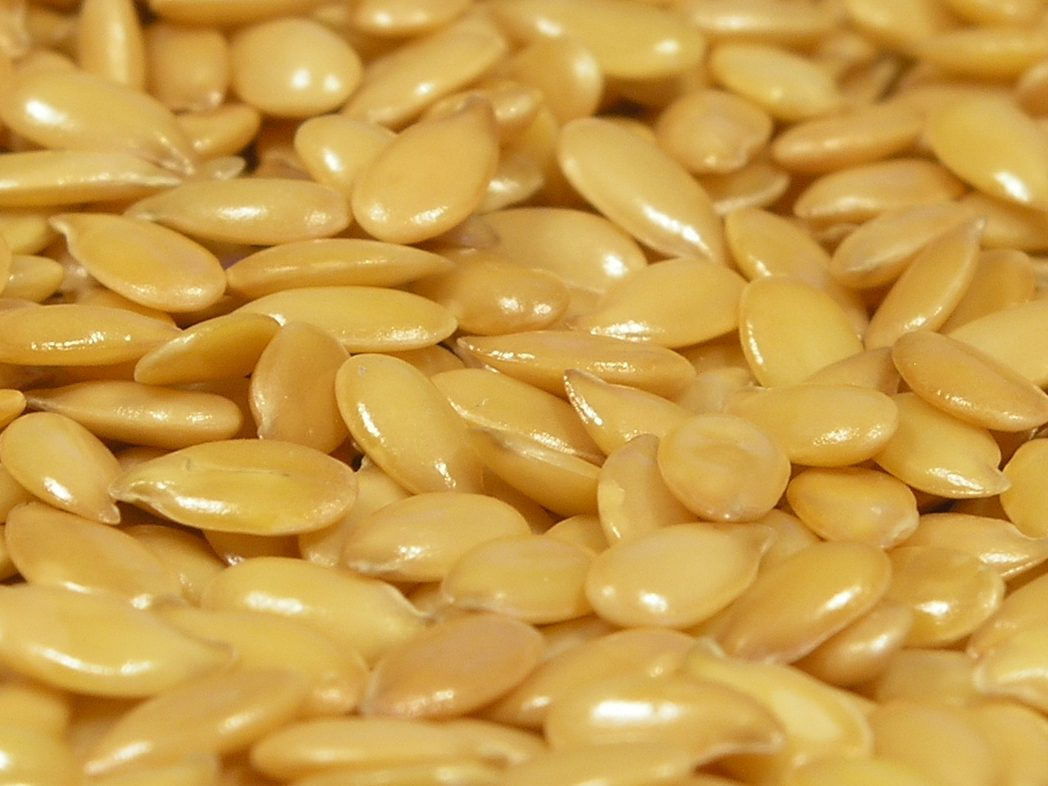
Llavors de lli

L'oli de llavors de lli, també conegut com a oli de llinosa o oli de lli, és un oli de color clar o groguenc que s'obté de les llavors del lli (Linum usitatissimum) per pressió en fred, de vegades seguida d'una extracció amb solvents.
L'oli de llinosa és assecant, en tant que esdevé sòlid per polimerització quan reacciona amb l'oxigen present a l'aire. La reacció és exotèrmica i els draps sucats en aquest oli poden tenir una combustió espontània. Com que té propietats similars a un polímer, aquest oli es fa servir, tot sol o barrejat amb altres olis, resines i solvents, com a impregnador i com a vernís en acabats de fusteria, com a aglutinant de pintures a l'oli, com a plastificador i enduridor de massilles i en la fabricació de linòleum. L'ús d'oli de llinosa ha anat davallant en haver de competir amb resines artificials alquídiques, que resisteixen l'engroguiment.
L'oli de llinosa és ric en àcids grassos de les sèries omega-3, omega-6, i omega-9. És comestible, però té un gust i una olor forts que fan que sigui poc emprat en la nutrició humana. Tanmateix, se'n ven com a suplement nutricional.

## Aspectes químics
L'oli de llavors de lli és una barreja de diversos triacilglicerols, que conté àcids grassos dels tipus següents:
- àcids saturats: àcid palmític (7%) i àcid esteàric (de 3,4% a 4,6%),
- monoinsaturats: àcid oleic (de 18,5% a 22,6%),
- doblement insaturats: àcid linoleic (de14,2% a 17%),
- triplement insaturats omega-3 àcid alfa-linolènic (de 51,9% a 55,2%).[2]

L'oli obtingut en fred és de millor qualitat que no l'obtingut augmentant-ne la temperatura. La qualitat depèn, entre altres factors, del contingut de mucílags.

A causa de l'alt contingut d'èsters doblement i triplement insaturats, l'oli de lli és particularment susceptible de tenir reaccions de polimerització quan és exposat a l'oxigen de l'aire. Quan es polimeritza s'asseca i enrigideix. En determinades circumstàncies pot incendiar-se i és per això que els productes que contenen aquest oli han d'estar guardats de l'aire. 

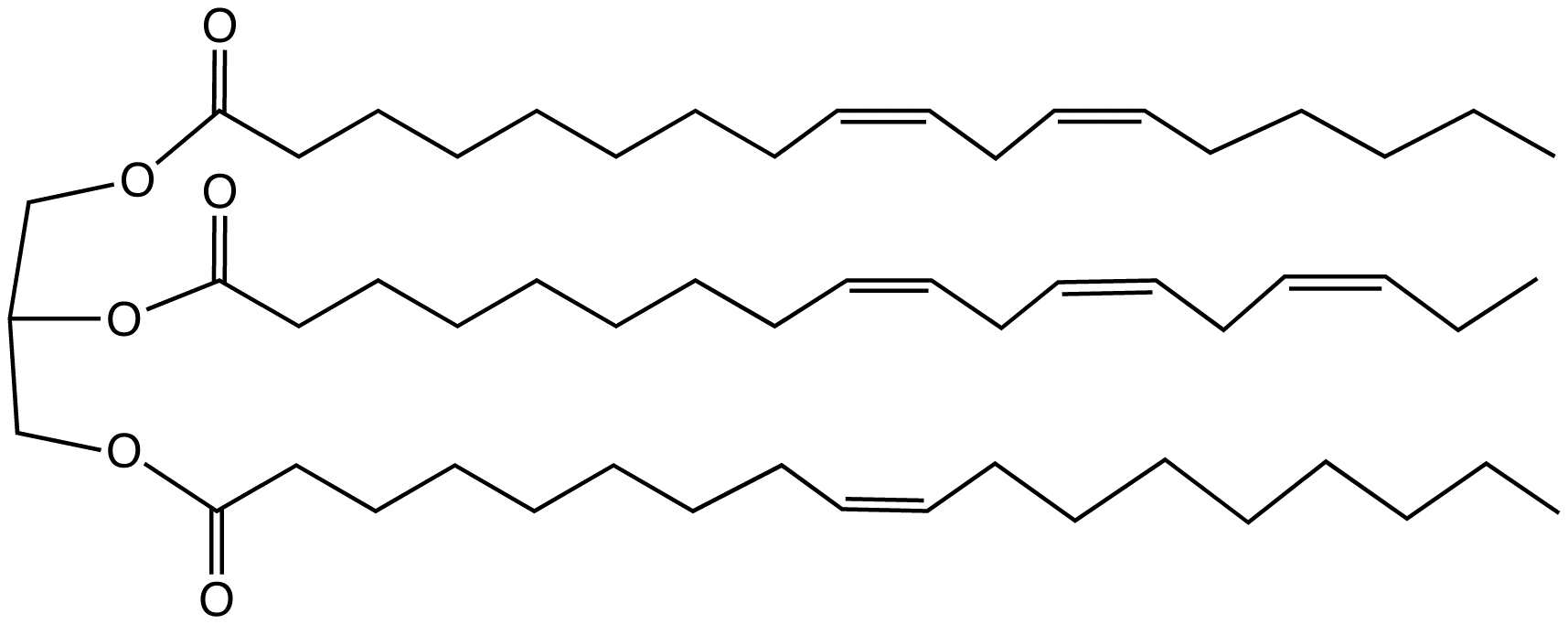
Triacilglicerols representatius que es troben en l'oli de llinassa

## Usos
Moltes aplicacions de l'oli de llinosa n'aprofiten les propietats assecants. També se'n fa servir en la indústria cosmètica, en la fabricació del linòleum i en la dilució de pintures de teles. La qualitat d'aquest oli depèn tant de la qualitat de la matèria primera emprada com dels processos de premsatge utilitzats per a extreure'l de les llavors.
Els assecants emprats en activitats artístiques són sobretot els de llinosa, de cascall i de nous, cadascú amb característiques i usos diferents. L'oli negre, la descoberta del qual s'atribueix a Jan Van Eyck, s'obté fent coure l'oli de llinosa amb carbonat de plom a 10 per cent i amb grans d'all com a catalitzador fins a obtenir-ne un oli espès, el qual és filtrat quan es decanta el carbonat de plom, que apareix com a gris de plom. L'oli negre se'l pot descolorir i fer tornar ros deixatant-lo amb aigua oxigenada.
S'empra com a suplement alimentari pel seu contingut d'omega-3, el major de tots els olis vegetals, perquè es considera que ajuda a reduir la inflamació per arterioesclerosi, a prevenir malalties cardíaques i arrítmies i a un desenvolupament normal dels infants. Hi ha hagut estudis que conclouen que consumir oli de llinosa no fa reduir pas el perill d'atac cardíac o de càncer, però la majoria suggereixen el contrari.